# العلاقات البوروندية السورية
العلاقات البوروندية السورية هي العلاقات الثنائية التي تجمع بين بوروندي وسوريا.

## مقارنة بين البلدين
هذه مقارنة عامة ومرجعية للدولتين:
| وجه المقارنة                                              | بوروندي                                            | سوريا                    |
| --------------------------------------------------------- | -------------------------------------------------- | ------------------------ |
| المساحة (كم2)                                             | 27.83 ألف                                          | 185.18 ألف               |
| عدد السكان (نسمة)                                         | 10.86 مليون                                        | 18.27 مليون              |
| الكثافة السكانية (ن./كم²)                                 | 390.23                                             | 98.66                    |
| العاصمة                                                   | بوجومبورا، جيتيغا                                  | دمشق                     |
| اللغة الرسمية                                             | اللغة الكيروندية، اللغة الفرنسية، اللغة الإنجليزية | اللغة العربية            |
| العملة                                                    | فرنك بوروندي                                       | ليرة سورية               |
| الناتج المحلي الإجمالي (بليون دولار)                      | 3.48 مليار                                         | 60.20 مليار              |
| الناتج المحلي الإجمالي (تعادل القوة الشرائية) بليون دولار | 8.13 مليار                                         |                          |
| الناتج المحلي الإجمالي الاسمي للفرد دولار أمريكي          | 277                                                |                          |
| الناتج المحلي الإجمالي للفرد دولار أمريكي                 | 77                                                 |                          |
| مؤشر التنمية البشرية                                      | 0.400                                              | 0.594                    |
| رمز المكالمات الدولي                                      | +257                                               | +963                     |
| رمز الإنترنت                                              | .bi                                                | .sy                      |
| المنطقة الزمنية                                           | ت ع م+02:00                                        | ت ع م+02:00، ت ع م+03:00 |

## منظمات دولية مشتركة
يشترك البلدان في عضوية مجموعة من المنظمات الدولية، منها:
| علم المنظمة | اسم المنظمة                               | تاريخ انضمام بوروندي | تاريخ انضمام سوريا |
| ----------- | ----------------------------------------- | -------------------- | ------------------ |
|             | مؤسسة التنمية الدولية                     | 28 سبتمبر 1963       | 28 يونيو 1962      |
|             | يونسكو                                    | 16 نوفمبر 1962       | 16 نوفمبر 1946     |
|             | وكالة ضمان الاستثمار متعدد الأطراف        | 10 مارس 1998         | 14 مايو 2002       |
|             | الأمم المتحدة                             | 18 سبتمبر 1962       | 24 أكتوبر 1945     |
|             | الاتحاد البريدي العالمي                   | ?                    | ?                  |
|             | البنك الدولي للإنشاء والتعمير             | 28 سبتمبر 1963       | 10 أبريل 1947      |
|             | الاتحاد الدولي للاتصالات                  | 16 فبراير 1963       | 12 يناير 1924      |
|             | منظمة حظر الأسلحة الكيميائية              | ?                    | ?                  |
|             | مؤسسة التمويل الدولية                     | 28 نوفمبر 1979       | 28 يونيو 1962      |
|             | المركز الدولي لتسوية المنازعات الاستشارية | 5 ديسمبر 1969        | 24 فبراير 2006     |
|             | منظمة الشرطة الجنائية الدولية             | ?                    | ?                  |